# Caterpillar 797

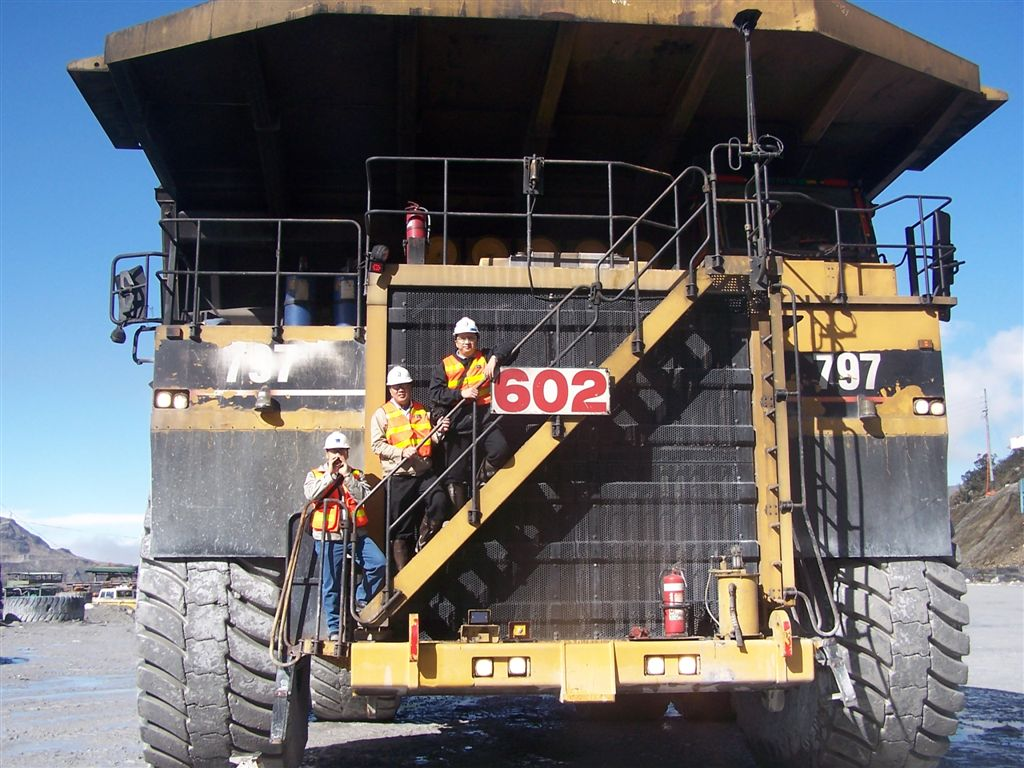
Caterpillar 797 (prima generazione)

Il Caterpillar 797 è un mezzo d'opera a due assi sviluppato e prodotto negli Stati Uniti dalla Caterpillar, Inc.
È progettato specificamente per l'impiego nell'industria mineraria e per applicazioni pesanti nella costruzione edilizia.
In produzione dal 1998, il 797 è lo Haul truck più largo e con maggior capacità della Caterpillar.